# Шиш-вода
Шиш-вода́ (інша назва — Квіткова вода) — гідрологічна пам'ятка природи місцевого значення в Україні. Об'єкт природно-заповідного фонду Черкаської області. Розташована в Звенигородському районі Черкаської області, біля села Квітки. 
Площа 0,01 га. Статус присвоєно згідно з рішенням Черкаської обласної ради від 08.04.2000 року № 5-4. Установа, у віданні якої перебуває об'єкт,— Селищенська сільська громада.

## Природоохороний об'єкт
Пам'ятка природи є облаштованим джерелом, що має визначні лікувальні властивості.[джерело?]

## Топоніміка
Джерело розташоване біля кутка Собківка (північна околиця села Квітки). В минулому тут у різних місцях пробивались джерела. Проби води показали в одному з них, що вона має лікувальні властивості. 
За переказами старожилів, житель села Григорій Шишенко, в якого була виразка шлунка, почав щодня рано-вранці ходити до джерела та пити воду. І так упродовж трьох місяців. Коли провів у лікарні обстеження, то захворювання не виявилось. Дізнавшись про це, жителі села почали називати джерело Шиш-вода. Та зсуви ґрунту призвели до того, що джерело зовсім зникло. Через деякий час з'явилось інше джерело. Його збереження на певний час стало в центрі уваги не лише громади села, а й широкої громадськості. 
Підтримку в упорядкуванні джерела надала Корсунь-Шевченківська районна громадська організація Всеукраїнської екологічної ліги на чолі з Олександром Сергійовичем Майдаченком. Особисто підтримували і працювали на впорядкуванні джерела сільський голова Віктор Миколайович Шпунтенко, державний екологічний інспектор Петро Тимофійович Пустільник, головний архітектор району Олександр Миколайович Шкребтій. Для облаштування джерела було проведено 18 суботників. Офіційне відкриття та освячення джерела відбулося 11 листопада 2011 року. На відкритті були присутні депутати обласної ради, журналісти обласного телебачення. 
Рішенням сесії Квітчанської сільської ради джерело назвали «Квітковою водою», хоч у селі його називають «Квітковим джерелом».